# R. J. 알라니스

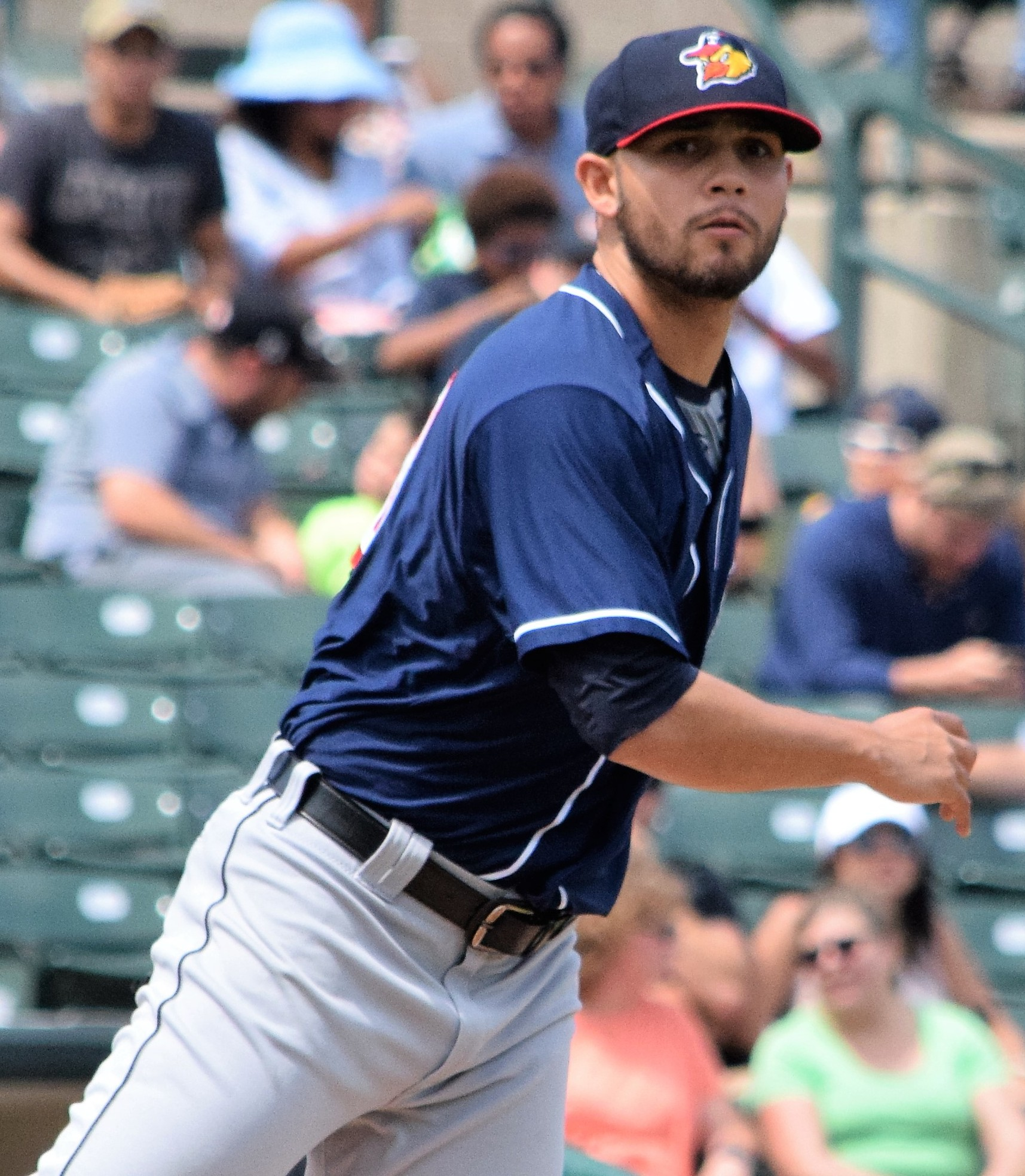
2017년 모습

R. J. 알라니스(R. J. Alaniz, 본명: 루벤 "R. J." 알라니스, Ruben "R.J." Alaniz, 1991년 6월 14일 ~ )는 멕시코 리그의 아세레로스 데 몬클로바의 미국 프로 야구 투수이다. 이전에 메이저 리그 베이스볼(MLB)에서 시애틀 매리너스와 신시내티 레즈에서 뛰었다.
알라니스는 텍사스주 매캘런에서 태어나 텍사스주 라 조야에 있는 후아레스-링컨 고등학교에 다녔다.